# Casa del 6 del Carrer de Sant Jaume
La Casa del 6 del Carrer de Sant Jaume és un edifici de la vila de Vilafranca de Conflent, a la comarca d'aquest nom, de la Catalunya del Nord. Està inventariat com a monument històric.
Està situada en el número 6 del carrer de Sant Jaume, en la parcel·la cadastral 165, en el sector meridional del centre de la vila. A prop de l'església parroquial de Sant Jaume, és la tercera (o quarta, tenint en compte que Casa Deixona està subdividida en dues) a comptar des del temple parroquial i al costat de llevant de Casa Deixona.
És un edifici que es remunta a finals del segle xiii, cosa que fa que probablement és una de les cases més antigues de la vila conservades. Els elements que conserva de l'edifici romànic són les filades de carreus grossos de la part inferior de la façana, així com les dues finestres del pis, al damunt de les quals hi ha llindes de força grandària. La façana té tres nivells (antigament, planta baixa, pis i golfes).